# Blat
Blat o forment és el nom d'algunes espècies de plantes del gènere Triticum, de la família de les poàcies.

## Particularitats
Entre el conjunt de cereals, tant cultivats com silvestres, que pertanyen al gènere Triticum; n'hi ha alguns la llavor dels quals es fa servir com a aliment.
La paraula blat designa tant la planta com a les seves llavors comestibles. Són plantes anuals, àmpliament cultivades a tot el món.
Amb la seva farina barrejada amb aigua i fermentada a temperatura elevada es fa pa. També és una de les matèries primeres d'algunes classes de cervesa.
El blat és un dels tres grans més àmpliament produïts globalment, al costat del blat de moro i l'arròs, i el més àmpliament consumit per l'home de la civilització occidental des de l'antiguitat; ha estat la base alimentària dels pobles de l'Orient Pròxim i Europa. El gra del blat és utilitzat per fer farina, farina integral, sèmola, cervesa i una gran varietat de productes alimentaris.
El mot «blat» té el mateix origen que l'occità blat, el francès blé, el gal·lès blawd i el bretó bleud, que tant fan referència al gra com a la farina, recordant l'activitat que s'ha de fer per separar el gra de blat del boll que el recobreix. El terme llatí Triticum (que significa ‘trencat’, ‘triturat’ o ‘fressat’), vol dir, per tant, ‘el que cal batre’; com el mill deriva del llatí milium, que significa ‘molt’, és a dir, ‘el que cal moldre’. El blat (Triticum) és, per tant, un dels mots més ancestrals amb què s'anomenen els cereals i que es refereix a la necessitat de la seva trituració o mòlta.
El seu conreu s'estén de climes subtropicals com el d'Egipte (conreu d'estació freda), on es cull durant el mes d'abril, fins als temperats-freds com Sibèria, on es cull el setembre.
Les necessitats d'aigua del conreu de blat són relativament modestes (500 litres per una tona de matèria seca) i es pot conrear amb precipitacions anuals entre 300 i 800 litres, però té un període crític, un mes abans d'espigar, en què no pot mancar l'aigua.
Els llocs d'estiu càlid i sec són aptes per a les varietats de gra dur Triticum durum. En llocs d'hivern frígid com Rússia o el nord dels Estats Units o Canadà se sembren a la primavera varietats de gra tou.
L'espelta o espelta gran (Triticum aestivum subp.spelta) és considerada com una subespècie de blat (Triticum aestivium).

## Taxonomia
Cal mencionar:
- Triticum aestivum - blat xeixa, blat blancal, blat comú
- Triticum aethiopicum
- Triticum araraticum
- Triticum boeoticum
- Triticum carthlicum
- Triticum compactum - blat compacte
- Triticum dicoccoides - pisana silvestre
- Triticum dicoccum - pisana, espelta bessona
- Triticum durum - blat dur
- Triticum ispahanicum
- Triticum karamyschevii
- Triticum macha
- Triticum militinae
- Triticum monococcum - espelta petita
- Triticum persiicum - blat de Pèrsia
- Triticum sinskajae - agram nu
- Triticum spelta - espelta
- Triticum sphaerococcum - blat d'Índies
- Triticum timopheevii
- Triticum turanicum - blat de presa, Kamut
- Triticum turgidum - blat bojal, blat del miracle, blat grec de Mallorca
- Triticum urartu - blat salvatge
- Triticum vavilovii
- Triticum zhukovskyi

## Història
El blat té els seus orígens en l'antiga Mesopotàmia. Les més antigues evidències arqueològiques del cultiu de blat venen de Síria, Jordània, Turquia i l'Iraq. Fa al voltant d'uns 8.000 anys, una mutació o una hibridació va ocórrer en el blat silvestre, donant per resultat una planta amb llavors més grans, la qual no es podria haver disseminat amb el vent. Existeixen troballes de restes carbonitzades de grans de blat almidoner (Triticum dicoccoides) i empremtes de grans en fang cuit a Jarmo, a l'Iraq septentrional, que daten de l'any 6700 aC.

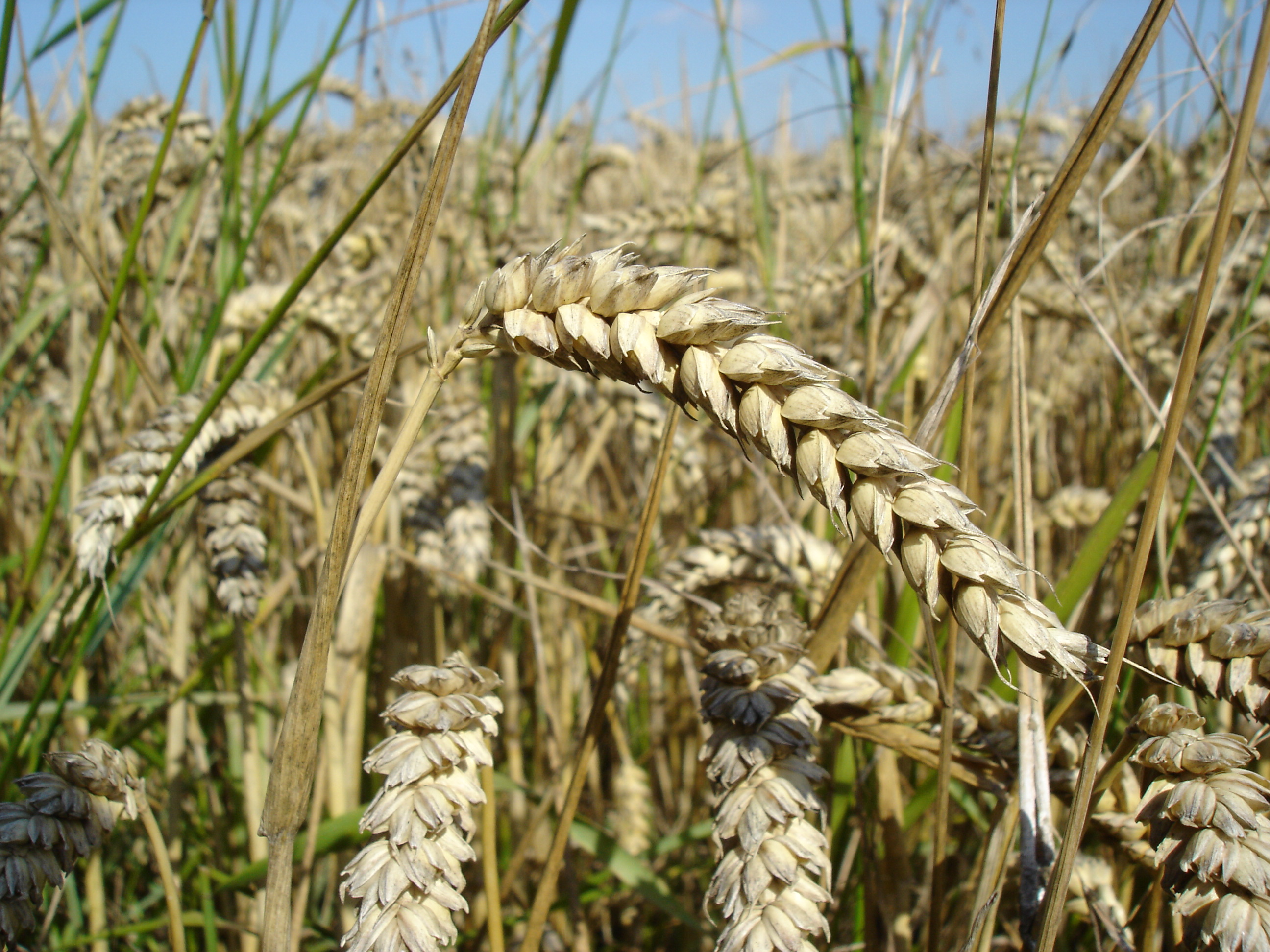
Espigues de blat

El blat, en ser cultivat per iniciativa dels éssers humans, va produir més aliment que en estat salvatge; aquest fet va provocar una autèntica revolució agrícola en el denominat Creixent fèrtil. Simultàniament, es va desenvolupar la domesticació de l'ovella i la cabra, espècies salvatges que habitaven la regió, la qual cosa va permetre l'assentament de la població i, amb això, la formació de comunitats humanes més complexes, com ho demostra també l'aparició de l'escriptura.
L'agricultura i la ramaderia en els seus inicis exigien una cura contínua, cosa que va generar una consciència del temps meteorològic i del pas de les estacions, obligant aquestes petites societats a guardar provisions per les èpoques menys generoses, tenint en compte els beneficis que brinda el gra de blat en facilitar el seu emmagatzematge durant períodes força llargs. Plini el vell diu que a Hispània el gra es guardava en sitges situades en terrenys secs en el fons de les quals i a les seves parets s'havia disposat prèviament una capa de palla; d'aquesta manera, Plini, seguint una de les seves fonts, Marc Terenci Varró, diu que el blat emmagatzemat d'aquesta manera, en camps de sitges podia durar fins a 50 anys.
La llavor de blat va ser introduïda a la civilització de l'antic Egipte i es va iniciar el seu cultiu a la vall del Nil ja en els seus inicis; des d'aquesta zona es va estendre a les civilitzacions grega i romana. La deessa grega del pa i de l'agricultura es deia Demèter; el nom significa ‘senyora’, i per derivació llatina es va transformar en Ceres i d'aquí sorgeix la paraula «cereal».
A Roma, el govern assegurava el manteniment dels ciutadans sense possibilitats econòmiques proveint blat a un baix preu i regulant la molta i fabricació del pa, ja que era una pràctica comuna el seu racionament. La molta i la cocció eren activitats que es realitzaven de forma conjunta, de tal manera que és a l'antiga Roma van començar-se a dissenyar molins - forns amb una alta capacitat de producció.
El consum de blat i de pa a l'Imperi Romà va revestir una gran importància que també es confirma a la Bíblia, ja que, d'acord amb les traduccions més exactes, és possible comptar en el seu text 40 vegades la paraula «blat», 264 vegades la paraula «pa» i 17 vegades la paraula «pans», accepcions aquestes últimes que poden referir-se a pa de blat o pa d'ordi (com era comú en aquella època), encara que en les cites bíbliques són freqüentment utilitzades per referir-se al concepte més ampli del conjunt de coses que calen per viure, com en l'expressió «guanyar-se el pa». A la paràbola del sembrador es fa referència a l'adulteració dels grans, enfrontant el blat (la bondat) amb el jull (la maldat).

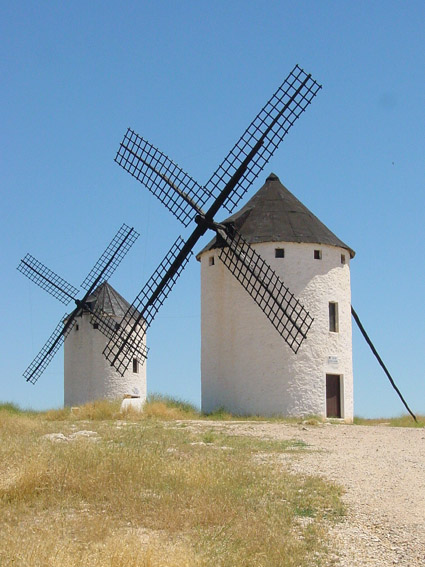
Molins de vent a Campo de Criptana

Fins al segle xvii no es van presentar grans avenços en els mètodes de conreu i processament del blat. En gairebé tot Europa es va conrear el gra de blat, encara que en algunes regions fou preferit el sègol i l'ordi (especialment al nord). La invenció del molí de vent va generar una nova font d'energia, però per la resta no van variar els mètodes de treball utilitzats.
A finals del segle xviii es van presentar alguns desenvolupaments mecànics en el procés de Molineria com AVENT, muntacàrregues i mètodes moderns per transmissió de força, amb la qual cosa es va augmentar la producció de farina.
Al segle xix apareix el molí de vapor amb rodets o cilindres de ferro que va representar un canvi radical en la molta. El cultiu del blat va anar augmentant a la par amb aquests i molts altres desenvolupaments tecnològics que van permetre millorar el rendiment de la planta i arribar a diverses regions del planeta com a Amèrica del Nord i Oceania.
El major productor mundial de blat va ser durant molts anys la Unió Soviètica, la qual superava els 100 milions de tones de producció anuals. Actualment la Xina representa la major producció d'aquest cereal amb milions de tones (16%), seguida de l'Índia (12%) i pels Estats Units (9%).

## Condicions de creixement
El blat creix en ambients amb les característiques següents:
- Clima: temperatura mínima de 3 °C i màxima de 30 a 33 °C, sent una temperatura òptima entre 10 i 25 °C.[10]
- Humitat: requereix una humitat relativa entre 40 i 70%; des de l'espigat fins a la collita és l'època que té majors requeriments en aquest aspecte, ja que exigeix una humitat relativa entre el 50 i 60% i un clima sec per a la seva maduració.[10]
- Aigua: té uns baixos requeriments d'aigua, ja que es pot conrear en zones on cauen precipitacions entre 25 i 2.800 mm anuals d'aigua, encara que un 75% del blat creix entre els 375 i 800 mm. La quantitat òptima és de 400-500 mm / cicle.[10]
- Terra: els millors sòls per al seu creixement han de ser solts, profunds, fèrtils i lliures d'inundacions, i han de tenir un pH entre 6,0 i 7,5; en terrenys molt àcids és difícil aconseguir un adequat creixement.[10]

La sembra en cultius rotatius de blat és molt benèfica per als sòls, ja que com la majoria de les gramínies té arrels cabellera, que ajuden a millorar l'estructura d'aquests, i proporcionen major ventilació, permeabilitat i retenció d'humitat.

## Morfologia

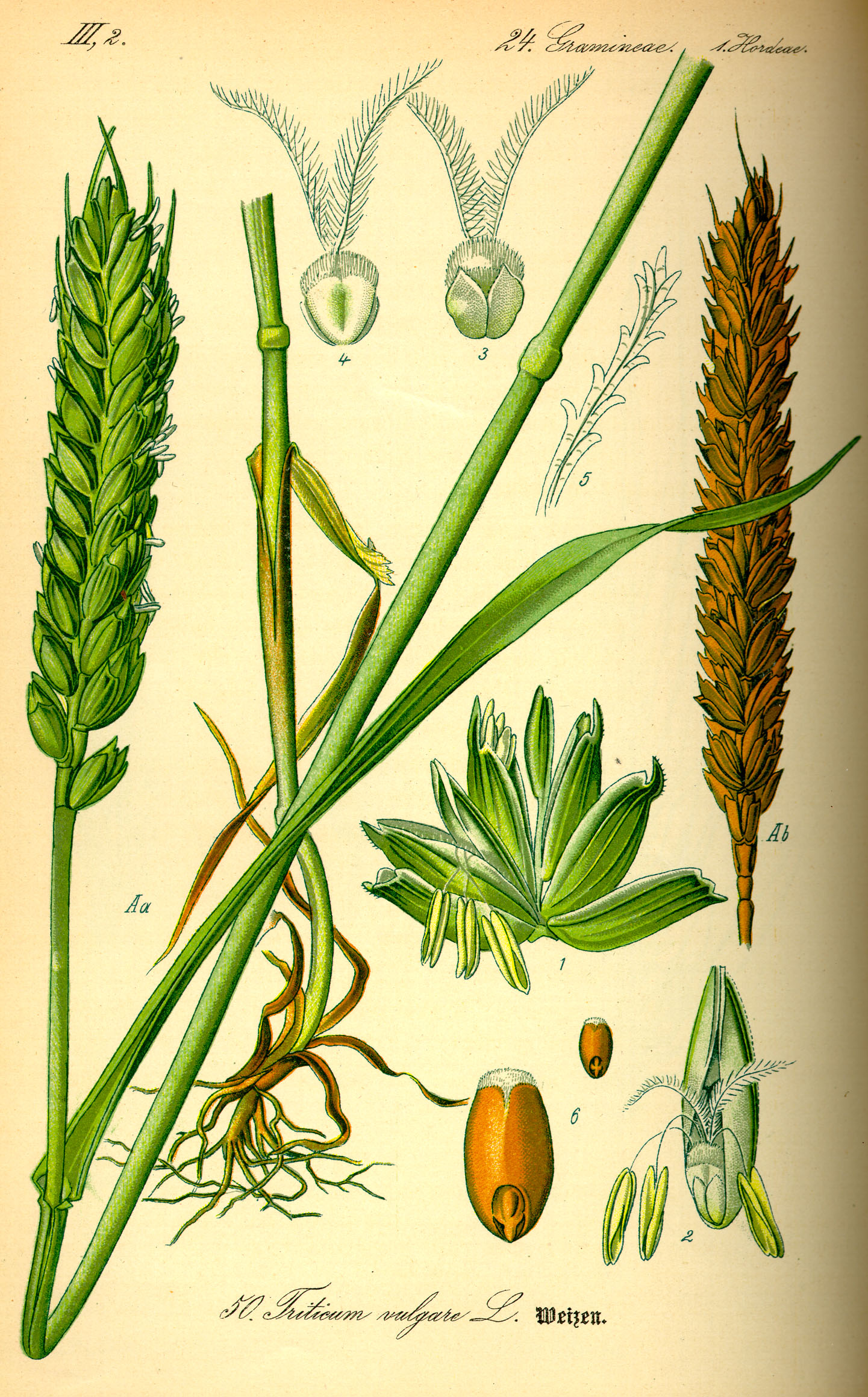
Morfologia de la planta del blat

Les parts de la planta de blat té aquests trets més característics:
- El blat té una arrel en fascicles o arrel en cabellera, és a dir, amb nombroses ramificacions que assoleixen en la seva majoria una profunditat de 25 cm, arribant algunes d'elles fins a un metre de profunditat.[11]
- La tija és una canya buida amb 6 nusos que s'allarguen cap a la part superior, assolint entre 0,5 i 2 metres d'alçada; està molt poc ramificada.
- Les fulles tenen una forma lineal i en llança (allargades, rectes i acabades en punta) amb una beina, lígula i aurícules ben definides.
- La inflorescència és una espiga composta per un raquis (eix escalonat) o tija central d'entrenusos curts, sobre la qual van disposades 20 a 30 espiguetes en forma alterna i laxa o compacta, portant cadascuna nou flors, la majoria de les quals avorten, envoltades per glumes, lodículs i altres variants pel que fa a la forma glomerul·lar.[8]

Els grans són cariòpsides que presenten forma ovalada amb els seus extrems arrodonits. El germen sobresurt en un d'ells i en l'altre hi ha un floc de pèls fins. La resta del gra, anomenat endosperma, és un dipòsit d'aliments per a l'embrió, que representa el 82% del pes del gra. Al llarg de la cara ventral del gra hi ha una depressió (solc), una invaginació de l'aleurona i totes les cobertes. En el fons del solc hi ha una zona vascular fortament pigmentada. El pericarpi i la testa, juntament amb la capa aleurona, formen el segó de blat. El gra de blat conté una part de la proteïna que es diu gluten. El gluten facilita l'elaboració de llevats d'alta qualitat, que són necessàries en el procés d'elaboració del pa (panificació).

## Genètica
La genètica del blat és més complicada que la de la majoria de les altres espècies de plantes domesticades. Així cal considerar que Triticum és un poliploide estable, que té més de dos conjunts de set cromosomes. Tant T. durum com T. turgidum evolucionaren com a espècies de tetraploides per l'encreuament natural de dues espècies silvestres, T. urartu i d'un gènere ara extingit, Sitopsis. El blat comú del pa (T. aestivum) va evolucionar com una mena d'hexaploide posterior, fa aproximadament uns dos mil anys, després de l'encreuament natural de T. turgidum i Aegilops taushii.
D'altra banda, el blat escó conreat (T. monococcum) és una espècie diploide (2n=2x=14 cromosomes). Els blats tetraploides (per exemple T. durum) són derivats del blat almidoner silvestre (T. dicoccoides) que, a la vegada, és el resultat d'una hibridació entre dues herbes silvestres diploides: T. urartu i una planta silvestre, Aegilops searsii o A. speltoides. La hibridació que va generar el T. dicoccoides va succeir de manera natural en estat salvatge, molt abans de la seva domesticació.
Els blats hexaploides evolucionaren en camps cultivats. Tant el T. dicoccoides com el T. durum hibridaren amb una altra planta diploide silvestre (Aegilops tauschii) per a crear els blats hexaploides (cromosomes 6x), T. spelta i T. aestivum.
L'heterosi o vigor híbrid es transmet als blats hexaploides, però la llavor és difícil de produir en varietats híbrides cultivades en una escala comercial com succeeix amb les flors de blat de moro, perquè les flors del blat són completes i normalment s'autopol·linitzen. La llavor híbrida comercial del blat s'ha produït utilitzant agents químics hibridants, que són reguladors del creixement de la planta i intervenen de manera selectiva en el desenvolupament de pol·len, o actuant de manera natural en els sistemes masculins citoplasmàtics d'esterilitat. El blat híbrid ha tingut un èxit comercial limitat a Europa, especialment a França, als Estats Units i a Sud-àfrica.

## Classificació
Generalment, el blat es classifica d'acord amb la textura de l'endosperma, perquè aquesta característica del gra està relacionada amb la seva forma de fraccionar-se en la moltura, que pot ser vítria o farinosa, i d'acord amb la riquesa proteica; les propietats de la farina i la seva conveniència per a diferents objectius estan relacionades amb aquesta característica. D'aquesta manera, es poden esmentar les varietats de blat: aestivum (candeal), aethiopicum, araraticum, boeoticum, carthlicum, compactum, dicoccoides (escanda), dicoccum, durum, ispahanicum, karamyschevii, macha, militinae, monococcum, polonicum (polonès), repens, spelta (espelta), sphaerococcum, timopheevii, turanicum, turgidum, urartu, vavilovii i zhukovskyi.
Els blats monococcum, dicoccum i spelta, es diu que estan vestits, és a dir, la lemma i la pàlea formen una coberta que roman unida al gra després de la batuda.
Els blats més importants per al comerç són el Triticum durum (utilitzat principalment per a pastes i macarrons), el Triticum aestivum (utilitzat per elaborar pa) i el Triticum compactum (que s'utilitza per fer galetes).

## Producció mundial
A escala mundial, la millora de les tècniques de conreu i la selecció genètica, com per exemple la creació de la varietat Norin 10, ha significat un increment considerable dels seus rendiments, passant de menys de 10 quintars per hectàrea el 1900 a més de 25 el 1990. El rendiment del blat en els països d'Amèrica del Sud es manté estable al voltant dels 20 quintars per hectàrea; Àfrica i el Pròxim Orient amb 10 quintars, Egipte i Aràbia Saudita en terrenys irrigats aconsegueixen entre 35 i 40 quintars. A Europa, els rendiments més alts s'obtenen en conreus intensius. El rendiment mitjà ha passat de 30 a 60 quintars/ha durant els darrers 30 anys, i ha aconseguit un creixement mitjà d'un quintar per hectàrea i any.
L'augment del rendiment i de les superfícies conreades ens condueixen d'aquesta manera a un gran increment de la producció, que arribava a 275 milions de tones el 1965, i 628 milions el 2005. El blat és igualment el primer cereal des del punt de vista comercial i el 1998 representava el 45% dels intercanvis totals.
Anualment, al món, es produeixen 100 kilograms de blat per cada habitant i any. Gairebé tota la seva producció es destina a l'alimentació humana. La producció mundial de blat des de 1996 fins al 2005 va ser la següent:
| Producció mundial de blat (milions de tones) | Producció mundial de blat (milions de tones) | Producció mundial de blat (milions de tones) | Producció mundial de blat (milions de tones) | Producció mundial de blat (milions de tones) | Producció mundial de blat (milions de tones) | Producció mundial de blat (milions de tones) | Producció mundial de blat (milions de tones) | Producció mundial de blat (milions de tones) | Producció mundial de blat (milions de tones) |
| 1996                                         | 1997                                         | 1998                                         | 1999                                         | 2000                                         | 2001                                         | 2002                                         | 2003                                         | 2004                                         | 2005                                         |
| -------------------------------------------- | -------------------------------------------- | -------------------------------------------- | -------------------------------------------- | -------------------------------------------- | -------------------------------------------- | -------------------------------------------- | -------------------------------------------- | -------------------------------------------- | -------------------------------------------- |
| 585,4                                        | 613,4                                        | 593,5                                        | 587,7                                        | 586,1                                        | 590,0                                        | 574,4                                        | 561,1                                        | 629,9                                        | 628,1                                        |

### Principals països productors
El blat pot créixer en una gran diversitat de latituds, climes i sòls, encara que es desenvolupa millor a les zones temperades. Per això, és possible trobar collites de blat en tots els continents. El 2005, els principals països productors de blat van ser:

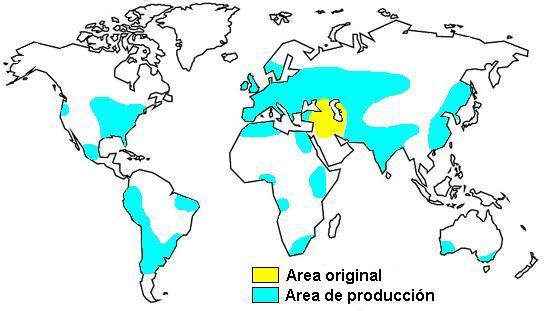
Conreu de blat al món

| País            | Producció (milions de tones) |
| --------------- | ---------------------------- |
| R.P. de la Xina | 96,3                         |
| Índia           | 72,0                         |
| Estats Units    | 57,1                         |
| Rússia          | 47,7                         |
| França          | 36,9                         |
| Canadà          | 25,5                         |
| Austràlia       | 24,1                         |
| Alemanya        | 23,6                         |
| Pakistan        | 21,6                         |
| Turquia         | 21,0                         |
| Argentina       | 13,5                         |

### Comerç mundial
Després de la caiguda del preu mundial del blat produïda l'any 2001 i la seva ràpida recuperació, el preu ha tingut una tendència a estabilitzar-se durant els anys posteriors, i el preu ha oscil·lat entre els 140 i 150 dòlars nord-americans per tona.
El 2002 les exportacions de blat van ascendir a 121,3 milions de tones sent els principals països exportadors els Estats Units (20%), Austràlia (12,1%), França (11,3%) i el Canadà (10,1%), seguits per Argentina, Rússia i Ucraïna.
D'altra banda, 32 països van importar el 2002 més d'un milió de tones, xifra que representa un 80% del total. Els més grans importadors de blat van ser Itàlia (6,5%), Brasil (5,5%), Espanya (5,3%), Algèria (5%), Japó (4,9%), seguits per Egipte, Indonèsia, Iran, Corea del Sud, Holanda, Bèlgica, Marroc, entre d'altres.

## Consum
El blat, per a la seva utilització, generalment és molt com a farina. Un gran percentatge de la producció total de blat és utilitzada per al consum humà, i es destina a l'elaboració de pa, galetes, coques i pastes. Una altra part es destina a l'alimentació animal i la resta s'utilitza en la indústria o com a llavor. També s'utilitza per a la preparació d'additius en l'elaboració de la cervesa i altres licors.

### Torrefacció o ressecament
El gra de blat es pot consumir torrat i té un sabor molt agradable, encara que el seu valor nutritiu es redueix per l'efecte de la calor.
Aquest mètode de tractament consisteix a retirar la humitat del gra de blat proporcionant calor al foc sobre pedres, i es pot consumir directament sense cap tipus d'elaboració culinària. També se sol moldre el gra per a convertir-lo en pols seca abans de ser consumit; així es pren en algunes regions de Sud-amèrica. Al Tibet es torra el blat abans de moldre'l.

### Farinetes
Les farinetes són una massa molt tova elaborada a base de farina de blat cuita amb aigua i sal, a la qual s'afegeix llet, mel o altres additius. És un plat consumit des de l'antic Egipte, molt popular entre els pastors i a la civilització grega, els quals les consumien amb oli. A l'Índia i el Pakistan és tradicional la seva elaboració a base de farina integral i preferentment amb el blat de l'espècie durum. A Aràbia s'elabora una mena de farinetes denominades fereek que es fan a base de grans de blat no madurats, els quals són torrats i macerats. A Anglaterra s'elaborava antigament un plat anomenat frumenty, fet a base de grans sencers de blat, que es posen en remull i es couen en llet. A l'Àfrica és coneguda una mena de farinetes anomenada cuzcuz o cuscús, que s'elabora preferiblement a base de sèmola de blat durum; el cuscús va ser introduït a la cuina francesa a través dels restaurants algerians.
Les farinetes o farro formen part de la cuina clàssica catalana i són també pressents a Occitània (també amb els noms d'hariat, milhes, etc.) i a la cuina manxega amb el nom de gachas.

### Pa àzim o pa sense llevat
El pa àzim o pa sense llevat s'elabora barrejant farina amb aigua i formant la massa a la qual s'afegeix sal i s'hi dona forma abans de sotmetre-la a una temperatura alta. A l'antiguitat s'utilitzaven pedres o cendres calentes com a font de calor, però més tard es va implementar l'ús del forn.
Abans de conèixer els mètodes per fermentar la massa de farina de blat, era molt popular el consum de pa àzim. A Aràbia i el nord d'Àfrica encara s'elabora pa àzim seguint els mateixos procediments de fa molts segles. Els jueus elaboren un pa àzim anomenat matz, que es consumeix per commemorar la sortida dels israelites d'Egipte durant la celebració coneguda com a pésaj. Actualment se'n fa a l'Índia, el Pakistan i altres països asiàtics. Als Països Catalans s'utilitza sobretot per separar les barres de torró dur i a Castella - la Manxa les coques de pastor, per exemple.

### Pa amb llevat

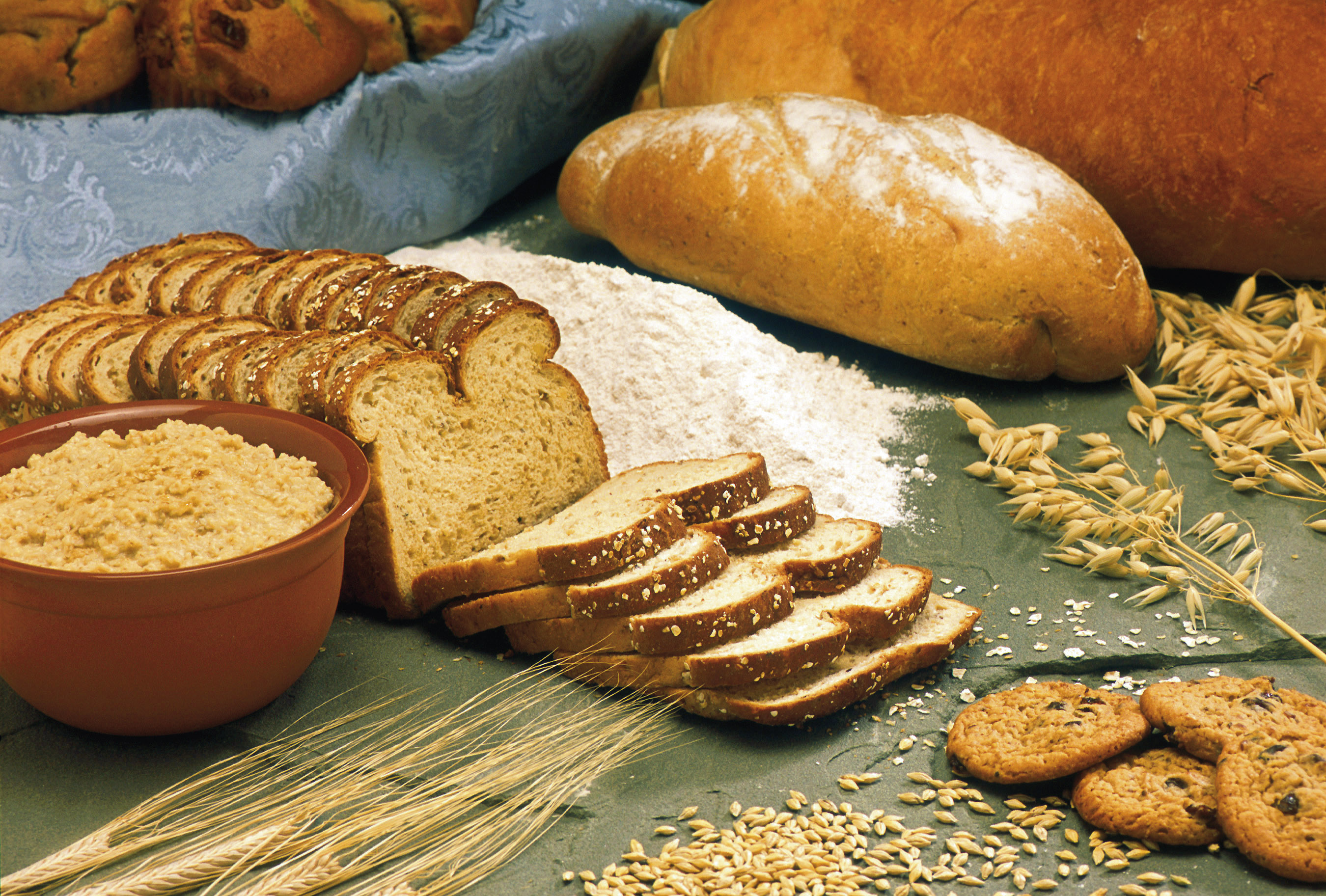
Varietats de pa

L'evolució més gran en la panificació es va donar durant l'antic Egipte, ja que ells van ser els qui van descobrir el procés de fermentació. Aquests principis bàsics no han canviat d'una manera significativa al llarg de la història i l'avenç dels mètodes de fleca consisteix especialment en la utilització de mitjans cada vegada més tecnològics però no es modifiquen els principis bàsics.
El ferment originari consistia en l'ús de llevats naturals. Els llevats són fongs microscòpics unicel·lulars que actuen produint la fermentació dels hidrats de carboni existents a la massa de farina i aigua, produint diverses substàncies. Es pot fabricar pa fermentat de qualsevol classe de farina però, si es vol que la massa creixi i s'aconsegueixi un pa porós i lleuger, la farina ha de tenir força, la qual cosa en aquest cas és equivalent a tenir capacitat per absorbir l'aigua. Això depèn d'un major contingut en gluten i de la naturalesa de les seves proteïnes. L'addició de sal influeix en l'activitat dels enzims i en l'estructura de la massa.
Alguns pans s'elaboren amb l'afegit de diverses substàncies químiques que actuen sobre la farina. Durant el segle xviii es va utilitzar l'alum com additiu de la farina en diversos països d'Europa, com per exemple Anglaterra, ja que el seu ús permet que el pa sigui més blanc, tingui un volum més gran i presenti una textura més tova; però aquest producte va ser rebutjat pels consumidors per l'origen d'aquesta substància, i aquest fet va comportar que es prohibís el seu ús. Més recentment s'han utilitzat altres substàncies com l'àcid ascòrbic, el bromat potàssic, el persulfat amònic, el fosfat monocàlcic, el diòxid de clor i el peròxid de benzil, els quals provoquen un envelliment artificial de la farina i milloren les qualitats necessàries per a una bona cocció.
Existeixen moltes varietats de pa fermentat arreu del món. Al món àrab, el pa més corrent és el balady, que és rodó i aixafat i té un sabor particular, ja que per fermentar la massa de farina d'alta extracció s'utilitza una porció de la massa anterior. També és molt popular a Aràbia el pa de tannour, d'aspecte molt més prim, en el que s'utilitza farina d'alta extracció encara que, en aquest cas, no és tan important el contingut de gluten, per la qual cosa la farina de blat, durant la seva preparació, sol barrejar-se amb altres cereals.
Actualment, a Amèrica del Nord se sol afegir llet en pols a la farina amb la qual s'elabora el pa, la qual influeix en el sabor del pa i aporta nutrients com lisina, calci i riboflavina. En altres zones, com és el cas d'Israel, se sol afegir farina de soja. En algunes parts d'Europa la farina de blat es barreja amb farina de sègol, o bé es pot fer servir només aquesta última, ja que el sègol és l'únic cereal que també conté gluten.

### Galetes
Les galetes són elaborades amb una massa cuita de farina de blat i una petita quantitat d'aigua. El blat utilitzat per les galetes és de la varietat compactum (també coneguda com a club), que és més dèbil, ja que té molt poca quantitat de gluten i de proteïna i gairebé sempre és de baixa extracció. La major producció d'aquest tipus de blat es dona al Regne Unit, país que és un important fabricant de galetes a escala mundial.
Algunes galetes requereixen l'addició de llevat artificial. També sol afegir-se sucre i una mica de mantega o algun altre tipus de greix. Actualment també es poden trobar galetes amb cobertura de xocolata, gingebre, vainilla i altres ingredients.

### Oli de germen de blat
Del germen de blat se n'obté l'oli de germen de blat amb diveros usos.

### Pastes alimentàries
Les pastes són aliments elaborats a base de farina de blat barrejada amb aigua i se li pot afegir ou, sal o altres ingredients, formant un producte que es cou en aigua bullent. L'elaboració de pastes alimentàries a base de blat és una pràctica antiga, que se segueix especialment en els països on es cultiva el blat. Regularment s'utilitza la varietat de blat durum, per la qual cosa és d'un alt valor nutritiu, encara que en alguns llocs com a Itàlia, on el consum de pasta és el més elevat del món, es fan de farina de blat dur, sola o barrejada amb farina candeal dura, en proporcions iguals. A França, una llei preceptua que els macarrons i productes similars només es poden fer de sèmola de blat dur. Altres països que són grans consumidors de pastes alimentàries són Grècia, Suïssa i Portugal.
A Àsia la producció de pastes de blat és una indústria rural, tot i el creixement de la producció industrial de les pastes alimentàries a gran escala. Les tallarines i els fideus de la Xina i de l'Índia s'elaboren amb instruments senzills. Al Japó es consumeix una varietat de pasta que es diu ramen, que és una pasta a la qual se li ha afegit carbonat potàssic i carbonat sòdic.
En alguns països com els Estats Units s'han adoptat normes per a l'enriquiment dels macarrons, els espaguetis i altres pastes alimentàries. Aquests nivells d'enriquiment solen ser més elevats que els de la farina de blat, ja que aquests han de ser cuinats en aigua abundant, i aquest procés pot fer perdre alguns nutrients.

### Carn vegetal
Des de l'Extrem Orient, particularment des de la Xina i el Japó, s'ha difós un aliment d'alt valor proteic basat en el gluten del blat. Aquest aliment, per la seva consistència, pel seu aspecte en ser cuinat i per l'esmentada alta quantitat de proteïnes és anomenat "carn vegetal", el seitan o seità.

### Cereals preparats per consumir
L'elaboració de productes a base de cereals llestos per a l'esmorzar ha obtingut una creixent importància en els darrers anys. Un gran nombre d'ells és elaborat a base de l'endosperma de blat, blat de moro, arròs o civada. A vegades l'endosperma simplement es trenca o es premsa i, algunes vegades, es torra per donar lloc a cereals com la farina o la civada que són cuinats abans de consumir.
Els cereals anomenats «llests per consumir" (ready to eat, RTE) han tingut una gran acceptació i popularitat entre els consumidors des de mitjans del segle xx. Per a la seva elaboració es trenca o es mol l'endosperma, que queda en forma de fulles fines mitjançant la compressió de les partícules entre corrons. En el cas del blat es fa gairebé sempre de grans sencers de blat o de farina d'alta extracció. Altres vegades el gra molt és pressionat per a donar-li diferents formes, o bé es conserva l'endosperma intacte per posteriorment esponjar-lo, com en el cas de l'arròs. El cereal, després, es torra en un forn i ha d'assecar-se per tal d'adquirir el seu sabor torrat i la seva característica textura cruixent i trencadissa. En molts casos, això exigeix que el cereal sigui dessecat fins a una humitat del 3 a 5% en la seva forma final.
El desenvolupament d'aquests cereals sorgeix a finals del segle xix gràcies als metges William Keith Kellogg i el seu germà John Harvey, que vivien a Battle Creek (Michigan) (Estats Units). Ells eren seguidors de les creences adventistes de vida sana que consistien en l'abstenció a l'alcohol, tabac i carn, i descobriren el procés de temperat en el blat i posteriorment inventaren un mètode de processament dels cereals que incloïa el cuit, el temperat, el laminat i el torrat del gra per a obtenir fulles fines i torrades, un aliment lleuger que contrarestava els costums d'aquella època d'aliments carregats de greixos. Inicialment els cereals dels germans Kellogg només es produïen per a la dieta alimentària dels pacients de l'hospital Battle Creek Sanitarium i posteriorment començaren a vendre'n als consumidors cap al 1906, quan es va fundar la companyia The Battle Creek toasted Corn Flakes Company (actualment The Kellogg Company). El producte era molt reconegut perquè el mateix Dr W. K. Kellogg estampava la seva signatura en cada una de les caixes en què s'envasava el producte i perquè des del seu origen es va començar a comercialitzar amb el suggeriment d'afegir-se a la llet per al seu consum. Actualment altres indústries alimentàries com Quaker i Nestlé ofereixen varietats d'aquest producte.

### Cervesa
La cervesa és una beguda alcohòlica obtinguda de grans de cereal fermentats i aromatitzats amb llúpol. L'elaboració de la cervesa es va iniciar de forma simultània a l'elaboració del pa. L'ús de blat per a l'elaboració d'aquesta beguda és comú a molts països. La cervesa a base de blat i ordi tipus Weissbier té principalment dues varietats: la Witbier a Bèlgica i la Weizenbier a Alemanya, la qual té variants en diverses regions del país. La cervesa de blat tipus Lambic s'elabora a Bèlgica emprant llevats silvestres obtinguts per fermentació espontània.

## Malalties
El blat és susceptible a més malalties que qualsevol dels altres grans, i durant les estacions humides les pèrdues més grans es produeixen a causa de la patologia que pateixen altres cereals i que afecta la planta del blat, que pot quedar afectada principalment per malalties provinents de bacteris, fongs, paràsits o per virus. El blat, a més, pot patir l'atac a l'arrel per part d'insectes; també pot quedar afectat per plagues que ataquen principalment la fulla o la palla (closca del gra), i que finalment priven al gra de l'aliment suficient. Una malaltia més greu és la fusariosi,, causada per Fusarium graminearum, un fong que es troba a l'espiga del blat. Aquesta malaltia es manifesta principalment en la decoloració de la planta; també la septoriosi, que és produïda per un fong que apareix en les llavors i s'estén a les fulles i al teixit verd de la planta.
En el seu emmagatzematge, el gra de blat també pot ser atacat per quatre tipus de plagues: insectes (principalment curculiònids i arnes), microorganismes (principalment fongs i bacteris per efecte de la temperatura i la humitat), rosegadors i ocells; qualsevol d'ells pot contaminar el producte i impedir-ne el consum.